# Partit Demòcrata de la Pau
El Nou Partit Demòcrata Unit (en coreà: 신민주연합당; RR: Sinminjuyeonhabdang; NPDU), anteriorment Partit Demòcrata de la Pau (평화민주당; Pyeonghwaminjudang; PDP) va ser un partit liberal de Corea del Sud nascut a partir d'una escissió del Partit Demòcrata de la Reunificació liderada per Kim Dae-jung.

## Història
Després de la Lluita Democràtica de Juny de 1987 i la Declaració del 29 de juny, en la qual el nou President Roh Tae-woo va prometre l'elecció directa i democràtica a les properes eleccions presidencials del desembre d'aquell any, es va especular sobre la possible candidatura de Kim Dae-jung, que havia estat recentment amnistiat. Malgrat els esforços per consensuar un únic candidat demòcrata, la relació entre Kim Dae-jung i Kim Young-sam es va trencar, forçant una escissió del Partit Demòcrata de la Reunificació el 29 d'octubre, dos mesos abans de les eleccions. Tanmateix, amb la divisió de vots dels candidats de l'oposició a les eleccions presidencials, Roh Tae-woo seria reelegit com a President de Corea del Sud.
Malgrat la derrota a les eleccions presidencials, el partit va obtenir bons resultats a les eleccions legislatives de 1988, guanyant a la ciutat de Seül i dominant la regió del sud-oest de Jeolla, imposant-se al Partit Demòcrata de la Reunificació de Kim Young-sam i esdevenint principal oposició al Partit de la Justícia Democràtica. No obstant, amb la fusió del PJD, el PDR i el Nou Partit Republicà Democràtic al 1990 formant el nou Partit Liberal Demòcrata, aïllarien al PDP a l'Assemblea Nacional.
El PDP va canviar el seu nom a Nou Partit Demòcrata Unit el 14 d'abril de 1991 per participar en les eleccions locals de 1991, però el resultat decebedor de les eleccions i les properes presidencials van estimular Kim Dae-jung a crear un nou partit per a reforçar-se. Kim es va aliar amb l'anomenat "petit" Partit Demòcrata, que es va separar del PDR al 1990 oposats a la fusió, creant així el nou Partit Demòcrata.

## Resultats electorals

### Eleccions Presidencials
| Any  | Candidat     | Vots      | %           | Resultat |
| ---- | ------------ | --------- | ----------- | -------- |
| 1987 | Kim Dae-jung | 6,113,375 | 27,05 / 100 | Derrota  |

### Eleccions Legislatives
| Any  | Líder           | Vots      | %     | Escons   | Escons  | Escons   | Pos. | Govern   |
| Any  | Líder           | Vots      | %     | Circum.  | Llista  | Total    | Pos. | Govern   |
| ---- | --------------- | --------- | ----- | -------- | ------- | -------- | ---- | -------- |
| 1988 | Park Young-sook | 3,783,279 | 19.26 | 54 / 224 | 16 / 75 | 70 / 299 | 2n   | Oposició |

### Eleccions Locals
| Any  | Governadors | Reg. provincials | Alcaldes | Regidors |
| ---- | ----------- | ---------------- | -------- | -------- |
| 1991 |             | 165 / 868        |          |          |